# Стыцюк, Рита Юрьевна
Ри́та Ю́рьевна Стыцю́к (урождённая Дроздова, по первому мужу — Попова) — российский экономист, доктор экономических наук (1998), профессор, действительный член РАЕН.

## Биография
В 1983 году окончила Московский лесотехнический институт, специальность: «Автоматизация и комплексная механизация химико-технологических процессов».
В 1993 году ею была защищена кандидатская диссертация «Организационно-экономические аспекты развития малого предпринимательства в сфере услуг».
В 1990—2009 годы работала в Российском государственном университете туризма и сервиса на кафедрах экономического факультета — «Менеджмент в социально-культурной сфере», «Маркетинг и менеджмент» в должностях: ассистента, старшего преподавателя, доцента, профессора.
Была членом Диссертационного совета по защите кандидатских и докторских диссертаций Российского государственного университета туризма и сервиса.
В 1994 году ей было присвоено учёное звание доцента.
В 1994—1997 годах Рита Юрьевна являлась руководителем, а также одним из разработчиков утвержденной Программы развития туризма в Московской области в Комитете по физической культуре, спорту и туризму Правительства Московской области.
В 1998 году ею была защищена диссертация на соискание ученой степени доктора экономических наук «Государственное регулирование становления и развития туризма в РФ».
В 2000 году ей было присвоено учёное звание профессора по кафедре «Менеджмент в социально-культурной сфере».
В 2004—2007 годы — Рита Юрьевна была председателем Государственной экзаменационной комиссии и Государственной аттестационной комиссии экономического факультета Московского государственного университета им. М. В. Ломоносова (МГУ), (Севастопольский филиал).
В 2006—2007 годы — работала в программах последипломного образования компании ЛУКОЙЛ на факультете управления МГУ им. М. В. Ломоносова (разработала и вела авторский курс «Маркетинг в деятельности нефтяных компаний»).
С сентября 2009 года преподавала в Финансовом университете при Правительстве РФ, профессор Департамента менеджмента.
Член Диссертационного Совета по защите диссертаций на соискание ученой степени кандидата наук и на соискание ученой степени доктора наук Финансового университета.
Научный руководитель и консультант более 30 успешно защитившихся кандидатов и докторов экономических наук.
Член Гильдии Маркетологов, эксперт Агентства по общественному контролю качества образования развития карьеры (АККОРК), эксперт РОСОБРНАДЗОРА.
Член редакционной коллегии Торгово-экономического журнала издательства Креативная экономика.
Автор более 147 научных трудов.
В 2015 году награждена Нагрудным знак «Почётный работник высшего профессионального образования Российской Федерации» за большой вклад в подготовку высококвалифицированных специалистов, значительные успехи в организации учебного процесса и многолетний добросовестный труд.
Умерла 6 ноября 2024 года.